# ヌーノ・ミゲル・ヴァレンテ・サントス
ヌーノ・ミゲル・ヴァレンテ・サントス（Nuno Miguel Valente Santos 、1999年3月2日 - ）は、ポルトガル・ポルト出身のプロサッカー選手。シャーロットFC所属。ポジションは、ミッドフィールダー。

## タイトル
ベンフィカ
- カンペオナート・ナシオナル・デ・ジュニオレス: 2017–18

ポルトガル
- UEFA U-19欧州選手権: 2018